# Datormeny
Datormeny är i dagligt tal ett menyurval på datorskärmen i antingen ett textbaserat eller ett grafiskt gränssnitt. I datormenyn kan man välja mellan ett antal fördefinierade kommandon med hjälp av ett tangentbord eller ett pekdon, till exempel en mus. Menyer kan också hänvisa till olika sidor, vilket är vanligt för till exempel hemsidor. Ofta grupperas valmöjligheterna logiskt i menyer och undermenyer. För att förtydliga och för att särskilja från kommandomenyer kan i dylika fall benämningen navigationsmeny användas.
Menyval som interaktionsstil har fördelen att användarens beslutsfattande struktureras då valmöjligheterna presenteras simultant. Användaren slipper lära sig olika kommandon och interaktionsstilen är lätt att lära sig för nya användare. Nackdelar är att antalet menyer och valmöjligheter har en tendens att växa så att de inte går att överblicka, menyerna tar upp stor skärmyta och kan sakta ner arbetet för rutinerade användare om de inte har möjlighet att gå över till snabbare stilar.

### Fotnoter
1. ↑  Shneiderman & Plaisant (2010), s. 84-87